# 大沙河 (万福河)
大沙河，位于山东省西南部，是万福河左岸一条支流，上段于1967年为东鱼河截断，成为今胜利河的下段部分。今大沙河源自单县北部徐寨镇的宗庄村，大致平行于105国道向东北流经金乡县西南部地区，至金乡县城以北十里铺村西北入万福河。全长24.2公里，流域面积228平方公里。